# Elecciones legislativas de Ecuador de 1907
Las elecciones legislativas de Ecuador de 1907 se celebraron ese año para elegir a la Cámara de Diputados y del Senado de Ecuador tras la promulgación de la constitución de 1906. 
Se eligieron 78 legisladores, necesitando 40 votos para mayoría del Congreso en pleno. 
Acorde a la normativa de la época, los legisladores eran electos por nominación libre de los electores, sin auspicio partidista o limitaciones por provincia, por lo que en ocasiones un legislador era electo por varias provincias o para ambas cámaras. 

## Senadores
30 Senadores, 16 votos para mayoría de la Cámara del Senado.
| Provincia  | Senador                         |
| ---------- | ------------------------------- |
| Carchi     | Roberto Andrade Rodriguez       |
| Carchi     | Nicanor Arellano de Hierro      |
| Imbabura   | Abelardo Moncayo Jijón          |
| Imbabura   | Daniel Andrade Rodriguez        |
| Pichincha  | Carlos Freile Zaldumbide        |
| Pichincha  | Alejandro Reyes Villareal       |
| León       | Nicanor Arellano del Hierro     |
| León       | Justiniano W. Viteri Anda       |
| Tungurahua | Juan Benigno Vela Hervas        |
| Tungurahua | Jorge N. Sevilla Suarez         |
| Chimborazo | Genaro Larrea Vela              |
| Chimborazo | Daniel Zambrano                 |
| Bolívar    | José Mora Lopez                 |
| Bolívar    | Angel Celio Montenegro Araujo   |
| Cañar      | Belisario Heredia Rodas         |
| Cañar      | Agustin Peralta                 |
| Azuay      | Jose Mora Lopez                 |
| Azuay      | Aparicio Plaza Iglesias         |
| Loja       | Mateo Valdivieso                |
| Loja       | Luis F. Zapater Alvarez-Blanco  |
| El Oro     | Temistocles J. Arauz Rojas      |
| El Oro     | Jose Aristides Serrano Renda    |
| Guayas     | Francisco Xavier Urbina Jado    |
| Guayas     | Manuel Y. Aguirre               |
| Los Ríos   | Bartolome Huerta Gomez de Urrea |
| Los Ríos   | Vicente D. Benites              |
| Manabí     | Guillermo Lopez                 |
| Manabí     | Angel R. Hidalgo Herrera        |
| Esmeraldas | Luis Adriano Dillon Reyna       |
| Esmeraldas | Guillermo Enrique Weir          |

## Diputados
48 diputados, 25 votos para mayoría de la Cámara de Diputados.
| Provincia  | Diputado                          |
| ---------- | --------------------------------- |
| Carchi     | Luciano Coral Morillo             |
| Carchi     | Alejandro Kennedy Valdez          |
| Imbabura   | Segundo J. Pérez Vacas            |
| Imbabura   | Abelardo Posso Flores             |
| Imbabura   | Adolfo Paez Eguez                 |
| Imbabura   | Victor M. Peñaherrera Espinel     |
| Pichincha  | José Vasconez de la Barrera       |
| Pichincha  | Pablo Isaac Navarro Larrea        |
| Pichincha  | Abelardo Montalvo Alvear          |
| Pichincha  | Carlos Espinosa Astorga           |
| Pichincha  | José Ignacio Veintimilla Marconi  |
| Pichincha  | Andrés P. Orcés Peña              |
| León       | Nicolas R. Vega Rivas             |
| León       | Luis R. Pazmiño Cardenas          |
| León       | Manuel de Calisto Manrique        |
| Tungurahua | Julio E. Fernandez Sevilla        |
| Tungurahua | Cicerón Cisneros G.               |
| Tungurahua | Cesar Torres Fernandez de Cordova |
| Chimborazo | -                                 |
| Chimborazo | -                                 |
| Chimborazo | -                                 |
| Chimborazo | -                                 |
| Bolívar    | Leon Benigno Palacios Bustamante  |
| Bolívar    | Roberto Arregui Moscoso           |
| Cañar      | Antonio Barzallo Riofrio          |
| Cañar      | Ariolfo Carrasco Tamariz          |
| Azuay      | Miguel Falconi Andrade            |
| Azuay      | Vicente Espinosa Ramirez          |
| Azuay      | Gonzalo Gonzalez Yepez            |
| Azuay      | Antonio Marchan Chiriboga         |
| Azuay      | Nicanor Marchan Bermeo            |
| Azuay      | Francisco B. Iglesias             |
| Loja       | Agustin Muñoz                     |
| Loja       | Miguel Peralta                    |
| Loja       | Teofilo N. Sanchez                |
| El Oro     | David. A. Monroy Izquierdo        |
| Guayas     | Geronimo Aviles Aguirre           |
| Guayas     | Gregorio Pazos                    |
| Guayas     | Dario Egas Sanchez                |
| Guayas     | Federico Coello Coello            |
| Guayas     | Juan B. Gagliardo Cevallos        |
| Guayas     | Rafael H. Elizalde Gomez          |
| Los Ríos   | Manuel de J. Rodriguez            |
| Manabí     | Juan C. Alvarez                   |
| Manabí     | Virgilio Stopper Turrizaga        |
| Manabí     | Anibal San Andres Robledo         |
| Manabí     | Solon Villavicencio               |
| Esmeraldas | Enrique Valdés                    |

Fuente: